# Robert Berlinger
Robert Berlinger, nato "Robert William Berlinger" (New York, 31 maggio 1958), è un regista statunitense.
Regista di serie televisive, Berlinger si aggiudica credibilità firmando serie televisive come Una famiglia del terzo tipo, Una mamma per amica, Reaper, Dirty Sexy Money, Due uomini e mezzo, Arrested Development - Ti presento i miei, Dharma & Greg e Grey's Anatomy.
Regista nei primi anni ottanta di opere teatrali come Timone d'Atene e Ophrans, nel 2007 dirige il film tv Hazzard - I Duke alla riscossa, prequel della famosa serie televisiva Hazzard.